# Валя-Калулуй
Валя-Калулуй (рум. Valea Calului) — село у повіті Арджеш в Румунії. Входить до складу комуни Шуйч.
Село розташоване на відстані 147 км на північний захід від Бухареста, 46 км на північний захід від Пітешть, 117 км на північний схід від Крайови, 92 км на південний захід від Брашова.

## Населення
За даними перепису населення 2002 року у селі проживали 125 осіб, усі — румуни. Усі жителі села рідною мовою назвали румунську.